# Genre grammatical
Cette page contient des caractères spéciaux ou non latins. S’ils s’affichent mal (▯, ?, etc.), consultez la page d’aide Unicode.
Pour les articles homonymes, voir genre.
En linguistique, le genre grammatical est une caractéristique intrinsèque des noms qui influe sur la forme de certains éléments satellites. En tant que catégorie linguistique, il manifeste une classification des mots en tant qu’objets structurant la langue elle-même, par opposition à ce à quoi ces mots réfèrent. Elle fournit une distinction supplémentaire à celle du nombre grammatical, et en un sens se présente en rival au sein des langues indo-européennes à la classe nominale.
En effet, dans ces langues il divise les noms en un ensemble clos de catégories. Sur un plan synchronique, les grammaires retiennent généralement un sous-ensemble de valeurs parmi les couples complémentaires commun et neutre, féminin et masculin, animé et inanimé, humain et non humain, non personnel et personnel,. Des superpositions se constatent en particulier entre les trois dernières paires, tandis qu’un mixe s’opère souvent entre les deux premières. Ces dyades ne correspondent donc pas nécessairement aux sélections opérées dans les grammaires scolaires, d’autant qu’elles ne procèdent pas d’une analyse diachronique.
Selon les langues, le genre grammatical peut se distinguer du genre lexical, appelé aussi classe sémantique. En tous les cas, lorsque le genre grammatical existe, il s’agit d’un attribut des mots, qui se distingue nettement du sexe des référés désignés par ces mots, y compris lorsqu’ils indiquent un référent vivant sexué.
Par exemple en français, si les mots désignant des êtres humains demandent généralement d’adapter le genre au sexe supposé des référés, lorsqu’il désigne d’autres êtres vivants, le genre est en général invariant au sexe du référé, mais dans les deux cas des exceptions existent. En allemand, das Mädchen: la fille, a un genre grammatical neutre, un genre lexical féminin, et le sexe des personnes référées par le mot est évidemment indépendant du mot et, selon les contextes d’emploi, coïncide ou non à la correspondance usuelle entre féminin et femelle.
Aussi, même dans les langues où le genre grammatical est globalement absent, le genre lexical peut se manifester. Par exemple en anglais, les catégories d'inanimés les plus fréquemment lexicalisées au féminin désignent des moyens de locomotion, des machines, et des noms de pays. Des linguistes comme Benjamin Lee Whorf nomment ce type de phénomène catégorie grammaticale latente ou cryptotype.
Selon une étude de Florencia Franceschina, sur un échantillon de 174 langues, environ un quart d'entre elles possédaient un genre ou une autre forme de classification nominale.

## Histoire
Parmi les traces écrites les plus anciennes sur le sujet, Aristote peut être cité comme témoin créditant lui-même Protagoras comme première personne ayant identifié le genre grammatical comme catégorie et à avoir classé les noms en masculins (ἄρρενα), féminins (θήλεα) et objets inanimés (σκεύη) selon que le référent possède ou non un certain sexe,,.

La Téchnē grammatikḗ, un bref traité didactique de grammaire grecque que la tradition manuscrite attribue à Denys le Thrace (c. 170 – c. 90 av. J.-C.), disciple d'Aristarque de Samothrace (c. 215 – c. 143 av. J.-C.), contient l'exposé devenu classique : 

« Il y a trois genres : le masculin (ἀρσενικόν), le féminin (θηλυκόν) et le neutre (οὐδέτερον). Certains en ajoutent deux autres : le commun (κοινόν) et l'épicène (ἐπίκοινον). »

L’étymologie indique que neutre dérive du latin neuter, lui-même combinant ne et uter, soit approximativement ni l'un ni l'autre, aucune des deux valeurs d’une ambivalence préétablie, soit pour la grammaire ni le masculin, ni le féminin,. Dès cette époque donc, se trouve dans les analyses grammaticales les plus notables un primat donné au féminin et masculin, auquel s’adjoint le neutre pour former une tryade essentielle. Hors de celles-ci les valeurs distinctes se voient attribuer une exposition sous forme de reliquat.
Les études philologiques plus récentes dépeignent pour leur part une chronologie bien plus ancienne, en s’appuyant notamment sur de la linguistique comparée. Elles dressent donc par ce biais l’hypothèse d’un indo-européen commun parlé entre le quatrième et le troisième millénaire avant l’ère commune. Cette langue hypothétique utiliserait principalement le genre animé et inanimé comme catégorie de genre, complétant par féminin et masculin en sous-catégorie. Par la suite l’animé et l’inanimé se seraient graduellement estompés dans ses descendantes, tandis que le féminin et le masculin se seraient majoritairement imposés, de surcroît avec une disparition du neutre dans la plupart des langues romanes. Globalement, seules les langues slaves conservent la distinction animé et inanimé au cours de ce processus, et avec en quelques rares cas comme le bulgare et le macédonien, le distinguo du non-personnel et personnel.
L’appairage du neutre au commun est relativement récent et n’apparaît que postérieurement au seizième siècle avec la fusion du féminin et masculin en un unique genre dans des langues comme le danois et le suédois.
Enfin, dans certaines langues indo-européennes comme l’anglais et une majorité de langues indiennes contemporaines, le genre tend à disparaître complètement de la caractérisation des noms, perdurant seulement dans les pronoms et quelques classes de noms spécifiques. En cela elles tendent à se rapprocher d’une structure que connaissent déjà par exemple les langues ouraliennes comme le hongrois et le finnois où le genre n’existe pas, même dans les pronoms. Pour autant, à l’heure actuelle aucune langue indo-européenne ne fait l’économie totale d’un système de genres.
Sur le plan fonctionnel, la persistance de l’existence du genre et sa polarisation courante vers le couple féminin et masculin partage les linguistes sur le caractère motivé de son emploi et de son évolution. Ainsi tandis qu’Edward Sapir énonce en 1921 :

« II semblerait presque que, à un moment donné du passé, l'inconscient de la race humaine ait accompli un inventaire hâtif de l'expérience, s'en soit remis à des classifications prématurées qui n'admettaient pas de corrections et ait donc fait peser sur les héritiers de sa langue une science dans laquelle ces derniers ne croyaient plus et qu'ils n'avaient pas la force d'abattre. C'est ainsi que le dogme, rigidement imposé dans la tradition, se cristallise en formalisme. Les catégories linguistiques constituent un système d'épaves dogmatiques et il s'agit de dogmes de l'inconscient. »

Patrizia Violi formule pour sa part en 1987 :

« Postuler un investissement de sens antérieur à la forme linguistique, signifie lire la différence sexuelle comme une structure déjà signifiante, déjà symbolisée, et capable à son tour de produire un sens et des symbolisations. Il ne s'agit donc pas d'une donnée naturelle, d'un accident matériel biologiquement construit, mais d'une opposition naturelle évidente constituée comme lieu d'investissement de sens qui se reflètent sous des formes linguistiques déterminées.
La catégorie grammaticale du genre, telle qu'elle se présente dans le lexique des diverses langues, résulte, dans cette perspective, d'un fondement sémantique motivé par sa signification interne. Elle reflète un ordre extralinguistique dans le langage et prouve la non-neutralité du système linguistique vis-à-vis des déterminations matérielles de notre expérience. »

## Genre intrinsèque et genre extrinsèque

### Les variétés de genre des mots
Dans la majorité[réf. nécessaire] des langues qui connaissent les oppositions de genres, il n'existe qu'un nombre réduit de classes lexicales susceptibles d'exprimer un genre : ce sont généralement le nom, le pronom, l'adjectif, le déterminant et le participe, plus rarement[réf. nécessaire] le verbe et la préposition. L’influence du genre est par exemple opérante sur le verbe en arabe et sur les prépositions dans les langues celtiques[réf. nécessaire].
Parmi ces classes, une minorité possède un genre fixé par l’usage, et le plus souvent unique, tels le nom et le pronom. Ainsi en allemand, Erde (terre) est féminin, See (lac) masculin et Wasser (eau) neutre. Le genre est cependant aussi utilisé pour distinguer des homonymes, qu’ils soient ou non issues du même étymon. Ainsi le pendant féminin de See signifie mer, dont le sens est également évocable par le neutre Meer. À l’inverse, des mots comme Bretzel sont employés avec un genre variable d’un locuteur à l’autre, sans que cela en altère le sens : en français des usages avérés sont attestés au féminin et masculin, en allemand au féminin et neutre mais pas au masculin. La cohérence de l’emploi du genre participe à l’évaluation sémantique des énoncés, et éventuellement à des jugements sociolinguistiques de l’allocutaire. En revanche dans le cas général le genre n’est déductible ni sur des critères sémantiques, ni des critères de morphologie lexicale. Il n’informe donc en rien des attributs innés du référé; par exemple le genre féminin peut tout à fait désigner un animal mâle, donc réputé de sexe masculin.
Ces mots transmettent leur genre aux mots fléchissables qui leur sont liés, ces derniers pouvant être le déterminant, l'adjectif ou le participe. Ces mots possèdent plusieurs formes mais ne sont pas aptes à constituer un syntagme complet de manière autonome. Ils adoptent le genre du terme dont ils sont satellites, par accord grammatical.
Par convention et commodité, les dictionnaires optent généralement pour un regroupement des descriptions lexicographiques de l’ensemble des formes d’un mot à une unique adresse, dénommé lemme. En fonction de la ligne éditoriale, l’entrée correspondante pourra ou non rappeler les différentes formes du mot à l’adresse du lemme, et éventuellement faire des renvois à celle-ci à l’adresse des autres formes. Par exemple en français, les lemmes seront généralement des infinitifs présents et des masculins singuliers, lorsqu’ils ne correspondent pas à des termes invariables. Ainsi le petit Larousse illustré 2008 indique à l’adresse beau :

1. BEAU ou BEL, BELLE adj. (lat. bellus) 1. Qui éveille une émotion esthétique, qui suscite un plaisir admiratif. Un bel homme. Un très beau tableau. Une belle vue.

Le même ouvrage fait un renvoi à beau à l’adresse de bel après avoir précisé adj.m.sing, tout comme à belle qui précise préalablement au renvoi adj.f.
L'accord se fait entre mots de l'énoncé fortement liés par le sens, et selon l’usage et les standards véhiculés dans les interactions sociales : dans ce beau livre, ce bel ouvrage, cette belle encyclopédie, le premier adjectif s'accorde en genre avec livre et apparaît donc sous sa forme masculine. Le troisième adjectif est au féminin, en accord avec le genre usuel d’encyclopédie, sous la forme belle. Dans ces deux cas l'accord s'opère uniquement sur des considérations de lien à un référé commun : et beau et livre réfèrent à un même objet, et encyclopédie et belle réfèrent à une même entité. Si l’exemple est interprété comme trois désignations du même sujet extralinguistique, il apparaît que l’adjectif ne réfère qu’indirectement à ce sujet. L’adjectif s’associe à un nom qui simultanément sert d’auxiliaire référentiel et lui impose des contraintes de morphologie lexicale par sa typologie grammaticale de genre. Et de surcroît, pour la seconde forme d’adjectif, bel, s’ajoutent des contraintes syntaxiques liés à des considérations phonétiques. Sur ces points le genre ne diffère pas du nombre dans ses mécanismes de modulation morphologique, et il pourra être noté que de beaux ouvrages se prononce /də.bo.zu.vʁaʒ/ avec une consonne fricative alvéolaire voisée (/z/) énoncée notamment pour des considérations euphoniques.
Comme pour toutes les pratiques linguistiques, les règles d’accord et leurs modalités d’application varient d’une langue à l’autre et au sein d’une même langue à travers le temps et l’espace.

### Accords de genres multiples
L’une des approches quand un même terme doit s'accorder en genre avec plusieurs mots de genres distincts est d’appliquer le genre considéré indifférencié. Pour les langues classiques d’Europe, le latin et le grec ancien, puis dans nombre de langues dérivées, comme l’aragonais ou le wallon, cette approche revient souvent à attribuer ce rôle à un genre déjà chargé d’autres connotations. En français, c’est le masculin qui est imputé de ce rôle additionnel, ce qui n’est pas sans soulever des constatations parmi les linguistes sur le caractère indifférencié du genre résultant. L’application de cette démarche mène donc à des énoncés comme « l’œuvre et l’ouvrage sont consécutifs à l’effort ».
Cette approche peut aussi conduire à un énoncé comme « ils sont tous grands », où ils désigne « des milliards de statues et un autre monument », les quantités respectives en présence n’intervenant aucunement dans l’application de la règle. C’est encore la même pratique qui explique un énoncé comme « les bronzes et les rondes-bosses sont beaux ».
Par contre, dans un énoncé comme « les bronzes et les rondes-bosses, tous ces chefs-d’œuvre sont beaux », ça n’est plus le cas : c’est uniquement le genre de chef-d’œuvre qui s’applique à l’adjectif indépendamment des genres des noms précédemment listés. De même « les adultes sont grands », ne gage en rien du genre grammatical des individus composant le groupe d’adultes, et encore moins de leur sexe biologique. Cela explique la formation d’énoncés comme « chez les éléphants, les adultes sont grands » et « chez les girafes, les adultes sont grands ».
Une seconde approche utilisée est l’accord de proximité. Cette pratique constitue même l'accord prépondérant en grec ancien, en latin, ainsi que dans le français oral jusqu'au XVIIIe siècle. Dans cette pratique, le verbe prend la marque, d'abord en cas, genre et nombre, puis seulement en genre, du substantif le plus proche. Ainsi au XVIIe siècle, un énoncé comme «Le chat et la souris sont belles » est plus courant que «le chat et la souris sont beaux ».
La prépondérance de la première pratique dans les usages contemporains du français se développe à partir du XVIIe siècle et s'impose au XVIIIe siècle. L’analyse littéraire retient notamment comme premier moment clé de cette évolution le postulat de l'abbé Bouhours qui affirme dans ses Remarques nouvelles sur la langue françoise écrites en 1675 que « quand les deux genres ſe rencontrent, il faut que le plus noble l’emporte »,. Puis que le grammairien Nicolas Beauzée lui emboîte le pas dans sa Grammaire générale en 1767 en énonçant :  Le genre maſculin eſt réputé plus noble que le féminin, à cauſe de la ſupériorité du mâle ſur la femelle (« Le genre masculin est réputé plus noble que le féminin, à cause de la supériorité du mâle sur la femelle »),.
Pour donner un point de comparaison des différences d’accord dans d’autres langues, il peut par exemple être noté qu’en arabe le verbe s'accorde en genre à la 2e et à la 3e personne. Cela contraste nettement avec le français où le verbe ne s'accorde pas avec le genre du sujet, sauf aux temps composés avec l'auxiliaire être. Ceci étant, en arabe dialectal, par opposition à l'arabe classique, la 2e et la 3e personne du pluriel au féminin ne s'emploient pas ; elles sont remplacées par celles du masculin. De plus, toujours en arabe, les adjectifs et les verbes s'accordant à un nom pluriel représentant un « non doué de raison » se mettent au féminin singulier. Dans le russe moderne de 1924, ce sont quatre genres qui sont déclinés au singulier, animé, féminin, masculin et neutre, quand le pluriel n’en décline que deux : l’animé et l’inanimé.

## Répartition des genres: arbitraire et biologie
La répartition des genres est souvent arbitraire et non motivée (ce n'est donc pas une classification purement sémantique) : si mort (arrêt définitif des fonctions vitales) est un mot féminin en latin ou en français, il est masculin en allemand (der Tod) ou en grec ancien ὁ θάνατος (ho thánatos) et moderne ο θάνατος (o thánatos). De même, rien dans la réalité, ne justifie que table soit féminin et tableau masculin : le signifié de ces mots n'est en effet aucunement lié avec la masculinité ou la féminité. De même livre (à lire) est masculin en français, neutre en allemand et féminin dans toutes les langues slaves. L'apprentissage d'une langue à genres nécessite donc celui du genre des mots, qui n'est forcément pas le même d'une langue à genres à l'autre, voire d'un dialecte à l'autre (par exemple : job est féminin en français québécois et masculin en français de France ; boutique est féminin en français standard et masculin en picard). Le genre d'un mot peut aussi changer avec le temps (par exemple : bouge était féminin jusque vers le XVe siècle lorsqu'il désignait encore une bourse, puis est devenu masculin lorsqu'il a désigné un lieu). Le genre d'un mot peut aussi différer entre une langue mère et ses filles (par exemple : fons est masculin en latin, fonte est féminin en italien et en portugais ; pons est masculin en latin, ponte est masculin en italien et féminin en portugais).
Le genre grammatical peut coïncider avec le sexe biologique par association de l’identification sexuel du référé à celle du mot utilisé pour le désigner. Avec des noms communs comme la fille, le garçon, le lion, la lionne, il est généralement entendu que le sexe des référés est inférable du genre des mots, féminin impliquant femelle et masculin impliquant mâle. Ce cas de figure se limite principalement aux oiseaux domestiques et aux mammifères ; les autres êtres vivants sexués ont généralement un seul nom pour l'espèce et il est arbitrairement décidé s'il est masculin ou féminin. Le terme de genre logique est parfois employé pour ce dernier usage[réf. nécessaire]. En dehors de ces cas particuliers, le sexe n’est pas inférable du genre grammatical du référant et un syntagme comme « regarde, une souris », ne présume en rien du sexe de l’animal désigné.
De manière similaire, la plupart des noms propres désignant des vivants sexués sont choisis en fonction du sexe des individus qui les porteront. L’absence d’article adjoint au nom commun diminue la transparence de ce lien, mais les terminaisons demeurent un facteur relativement fiable. Ainsi des prénoms comme Albert, Albertine, Alexandra, Alexandre, Zénon et Zoé laissent peu de doute sur la catégorie sexuelle des désignés. À l’inverse, un prénom épicène comme Dominique ne permet pas à lui seul d’inférer l’assignation sexuelle du référent.
Un autre cas est celui des noms de fonction, dignité, métier, ou autre rôle social endossé par une personne dont le sexe se transcrit dans le nom du rôle. Ainsi empereur, impératrice, ouvrier et ouvrière sont pleinement explicites sur le sexe des référents.
En allemand, la correspondance entre genre grammatical et sexe est assez faible : les trois genres peuvent être aussi bien employés pour les êtres animés que pour les êtres inanimés. De plus, une règle veut que tous les diminutifs soient neutres. « Mädchen » (« fille » au sens de jeune personne féminine) et « Fräulein » (« mademoiselle » en allemand) sont donc neutres. En conséquence, lorsqu’un énoncé emploie « das Mädchen » puis désigne le même référé par un pronom ultérieurement, la règle est d'employer le pronom neutre es, mais l’usage accepte d'employer le pronom féminin sie (elle).
En russe et en polonais, le fait qu'un mot soit masculin, féminin ou neutre est également aléatoire, mais est lié à la terminaison du mot en question. Ainsi, par exemple, les mots se terminant par « o » ou « e » sont neutres.

## Marquage du genre
Note : les transcriptions phonétiques, entre crochets, sont données en API. Les autres sont dans la transcription traditionnelle de la langue.
Pour indiquer le genre des mots, les langues disposent de plusieurs possibilités de distinctions énonciatives.

### Variation lexicale
Le genre peut conduire à une variété lexicale, où pour une même notion donnée, il existe un vocable différent pour chaque genre.
Ainsi en français, en tant que référent d’un animal une vache désigne toujours a priori un individu femelle, et un mâle adulte de la même espèce sera désigné par le terme taureau, les deux étant des bovins. Cette spécialisation du vocabulaire qui synthétise des traits biologiques dans des vocables distincts n’est cependant que marginalement liée au genre. Ainsi cette même espèce ayant joué un rôle majeur dans l’histoire de l’élevage se voit fournir des termes très spécifiques en fonction du rôle occupé par chaque individu dans cette activité :
- un bœuf est un taureau castré ;
- un bouvillon est un jeune bœuf ;
- un broutard, ou broutart, est un veau (ou agneau) élevé en plein air, nourri au lait maternel et au pâturage ;
- une génisse, est une jeune vache (ou bisonne) nullipare, pour la vache le terme taure est aussi utilisable ;
- un taurillon est un jeune taureau ;
- une vachette est une jeune vache ;
- le veau est un jeune enfant de vache ;
- la velle est un veau femelle.

Si certains de ces termes se focalisent encore sur une opposition sexuée, comme taurillon et vachette ou veau et velle, d’autres se focalisent sur un trait lié à la reproduction sexuelle sans nécessairement fournir de terme à opposer pour l’autre sexe, comme dans bœuf et taure. Enfin certains termes ne sont pas spécifiques à cette espèce d’animal, comme génisse et broutard.
Tout au moins en français, les substantifs de ce type sont globalement rares, avec moins d’une cinquantaine de noms d’animaux sur près de 8 000, soit moins de 0,63 %. D’autant que si des couples spécifiques pour les adultes enrichissent un brin le vocabulaire synthétique avec des couples comme biche et cerf, chevrette et chevreuil, daim et daine, le vocabulaire pour les enfants réemploie souvent le même vocable faon et faonne pouvant désigner aussi bien les enfants mis à bas par la biche, la chevrette, la daine, et le renne femelle – ce dernier mammifère n’ayant pas de terme distinct pour femelle et mâle. Ou pour reprendre l’exemple précédemment développé veau et velle s’emploient également pour les enfants des phoques, et des morses.
Les autres termes portant un tel dimorphisme lexical font partie du groupe restreint des identificateurs de base, qu’ils soient des substantifs comme femme et homme, fille et garçon, frère et sœur, ou des pronoms tels celle-là et celui-ci, il et elle, etc.

### Variation morphologique
Sur le plan morphologique, les langues peuvent faire usage d’affixes pour spécifier le genre en les adjoignant aux bases lexicales existantes.

#### En français
Le lexique français de la dénomination humaine pour sa part est composé de milliers de noms alternant en genre. Le Petit Robert 2000 par exemple ne compte pas moins de 5 000 entrées de ce type.
Sur l’ensemble de ces entrées, près d’un tiers ne connaît aucune distinction lexicale autonome, c’est par exemple le cas des mots se terminant en -aire, -graphe, -logue, -mane, -phile et -iste comme wikiversitaire, lexicographe, paléontologue, mélomane et wiktionnariste. Une distinction se manifeste alors seulement extérieurement par l'article, comme un abandonnataire, une agiographe, la psychologue et le chocomane. Les homonymies de ce type sont dites formes épicènes. Ces cas sont donc purement genrés par variation syntaxique, comme indiqué dans la section dédiée ci-après.

Dans plus d’un quart des cas, la désinence comporte une alternative qui vaut tant à l’écrit qu’à l’oral. Ainsi se transposent par genre les suffixes -eur et - euse, -teur et -trice, -if et -ive et quelques alternances monosyllabiques faisant figure d’exceptions. Par exemple ces couples suffixaux opèrent dans wikivoyageur et wikivoyageuse, fondateur et fondatrice, contemplatif et contemplative. En figures plus exceptionnelles se trouvent par exemple veuf et veuve ainsi que serf et serve.
Il convient de bien distinguer la base morphologique sur laquelle s’opèrent de telles alternances de la racine étymologique. En effet, toute personne parlant une langue peut spontanément inférer une telle base morphologique en se fondant uniquement sur l’analyse de ses propres pratiques. Retracer l’étymologie d’un mot en revanche nécessite nécessairement de confronter des hypothèses lexicologiques à l’épreuve d’une recherche documentaire. Sur le couple lumineuse et lumineux s’extrait immédiatement la base lumin- sur des considérations morphologiques manifestes, qui n’engagent en rien la pertinence de ce découpage sur le plan étymologique. En l’occurrence les deux termes précédents dérivent directement du lexème latin ayant pour formes nominatives féminine, masculine et neutre respectivement luminosă, luminosus, luminosum, qui pour leur part supposeraient plutôt une base luminos-. Et ces formes dérivent elles-mêmes de lumen, lui-même obtenu de luceo avec suffixe -men, avec lūceō apparenté à lux, etc. Il est évident que ce type d’informations, quand bien même seraient-elles connues des personnes utilisant l’alternance entre lumineuse et lumineux, n’intervient généralement pas dans ce processus.
Dans un autre quart des cas, sur un plan synchronique la formation de l’alternance équivaut à tronquer la terminaison de la graphie la plus complète. Sur le plan phonétique cela entraine une mutation plus ou moins complète de la voyelle finale. C’est généralement la forme féminine qui sert de modèle complet, le cas masculin s’obtenant via flexion par terminaison caduque. La littérature indique parfois cette absence d’alternative réifiée par le symbole de l’ensemble vide ∅, explicitant un distinguo technique entre la troncature à la base d’alternation et le mot masculin privé de marqueur manifeste.
Ainsi par apocope du féminin voisine [vwa.zin] se détermine la base voisin- d’où se construit le masculin voisin∅ [vwa.zɛ̃]. De même du féminin petite [pətit(ə)] se détermine la base petit- d’où est tiré le masculin petit∅ [pəti]. Ou encore de souveraine [su.vʁɛn], via souverain- se tire souverain∅ [su.vʁɛ̃]. Ce groupe d’alternances concerne notamment les mots dont le féminin se termine en -ante, -arde, -ette, -ienne, -ière, -ine, -ente, -euse, -otte et -onne et leurs correspondants respectifs se terminant par -ant, -ard, -et, -ien, -ier, -ine, -ente, -euse, -ot et -on.

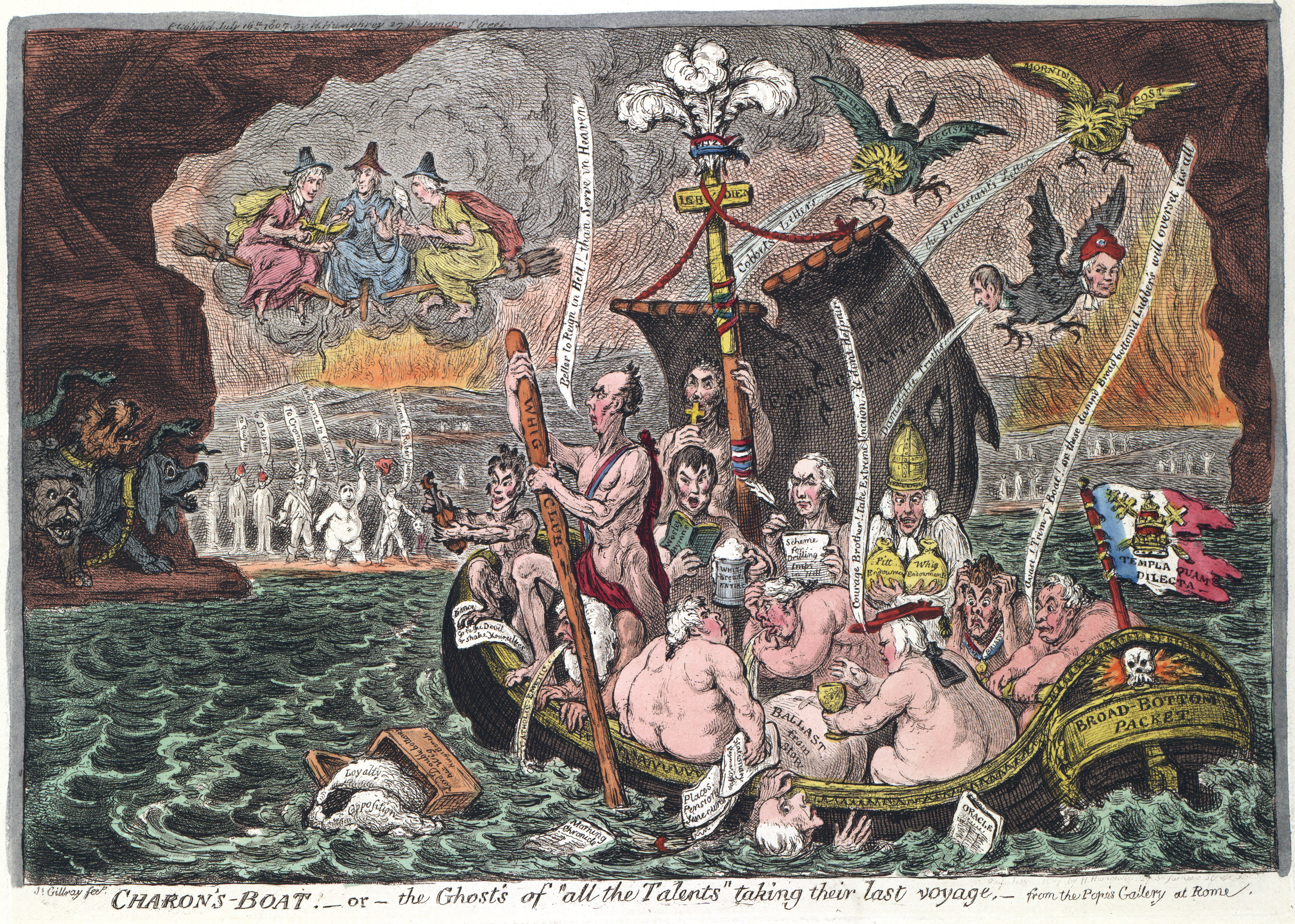
Des couleurs fort déplaisantes à la vue s’y mêlent les unes aux autres ; une mousse épaisse d’un verd d’airain tacheté de noir se promene dessus au gré des vents, & les bouillons qui s’y forment ne ressemblent qu’au bitume & au gaudron ; le poisson ne peut vivre dans ce lac, les vapeurs qui s’en exhalent brûlent tous les arbres d’alentour, & les animaux fuyent ses bords. Extrait de l’entrée STYX, dans l’Encyclopédie, ou Dictionnaire raisonné des sciences, des arts et des métiers (consulter sur Wikisource)
Sur l’illustration ci-contre figure une représentation du fleuve mythologique de cette couleur.

Cette primauté morphologique tacite du féminin en matière de détermination des graphies s’imprime dans l’évolution morphogrammique. Par exemple, le dictionnaire de l’académie maintient l’adjectif masculin de couleur sous la graphie verd jusqu’en 1878, à côté du féminin verte présent dès 1694. Le français contemporain garde trace de la pertinence morphogrammique sur des usages translexicaux comme verdâtre, verdir et verdure. Mais il a résolument acté qu’au sein d’une lexie donnée, ce sont généralement les formes fléchies graphiquement les plus étendues qui motivent la base flexionnelle d’un paradigme, donc majoritairement le féminin ou le pluriel. Par exemple, l’ancienne orthographe amy a évolué vers ami, aussi bien en raison de la forme féminine amie que du pluriel amis. Cette prégnance des formes étendues n’est évidemment pas opérante lorsque le lexème réunit des flexions supplétives, comme pour une hase et un lièvre, ou d’une alternance de suffixes, comme un oiseau et une oiselle.
L’analyse de l’ensemble des adjectifs et des noms communs de personne du lexique français conforte cette analyse. Pour les adjectifs, près de la moitié se termine par -e comme rapide, logique, optimiste, moins d'un quart sont différenciés par la seule présence ou absence de -e (vrai/vraie, clair/claire), le reste alternant par la finale dont la prononciation change selon le genre (actif et active, cousin et cousine). Les noms communs de personnes, si un tiers environ qui se termine par -e alterne en genre par l'article (le/la collègue), 6 % seulement alternent par présence absence de -e final (ami/amie, principal/principale). Dans les autres cas le féminin est marqué morphologiquement par cette même consonne, sonorisée par le -e final, ou par les suffixes -euse ou -trice,. Pour sa part le masculin est marqué morphologiquement soit par une voyelle finale suivie d'une consonne muette (écolier, commerçant), soit par le suffixe -(t)eur (vendeur, acteur).

#### En grec ancien
En grec ancien, le genre de certains mots s’identifie simplement: au nominatif singulier, les mots en -ος/-os sont le plus souvent masculins ; ceux en -η/-ē, -ᾱ/ā ou -ᾰ/-a féminins et ceux en -ον/-on neutres. Il existe cependant de nombreux neutres en -ος/-os appartenant à un autre modèle de déclinaison.
Dans d'autres cas, une voyelle longue dans la dernière syllabe au nominatif signale un masculin ou un féminin, par opposition à la même voyelle brève qui indique un neutre : ἀληθής/alēthḗs (masculin et féminin) s’oppose à ἀληθές/alēthés (neutre), «vrai».
En revanche, à certains cas la désinence ne permet pas de connaître le genre : à l'accusatif, un mot en -ον/-on pourrait être masculin ou neutre ; au génitif pluriel des mots de la troisième déclinaison, la désinence -ων -ōn sert aux trois genres.

#### Langues celtiques
Dans les langues celtiques, le genre joue, au sein de certaines structures syntaxiques, un rôle dans les mutations consonantiques. Ainsi, en breton, la mutation du nom et celle du pronom après article, ainsi que la mutation de l’adjectif après un nom ou certains pronoms, dépendent du genre et du nombre. Par exemple, pour ce qui est du singulier, avec :
- un nom après article : par (mâle), ur par (un mâle), parez (femelle), ur barez (une femelle) ;
- un pronom après article : trede (troisième), an trede (le troisième), an drede (la troisième) ;
- un adjectif après un nom : trist (triste), un istor trist (une histoire triste, istor étant masculin), un imor drist (une humeur triste, imor étant féminin) ;
- un adjectif après un pronom : bras (grand, grande), unan bras (un grand), unan vras (une grande).

### Variation syntaxique
C’est parfois uniquement par les règles d'accord que le genre est révélé, c’est-à-dire par différenciation syntaxique.
En français, la forme des noms ne permet pas de connaître s'ils sont masculins ou féminins. Arbre pourrait être l'un ou l'autre. Le déterminant un dans un arbre indique cependant que le mot est bien masculin (au féminin, on aurait une). L'allemand fonctionne aussi souvent selon le même principe : dans schönes Kind, c'est l'adjectif schön mis au neutre de la déclinaison forte (suffixe -es) qui joue ce rôle tandis que Kind ne laisse rien présager de son genre. Avec un nom masculin, on aurait eu schöner et au féminin schöne.
Selon les langues, certaines catégories de mots peuvent avoir un genre marqué au singulier, mais non au pluriel. C’est notamment le cas :
- des déterminants en français : par exemple, les articles définis, la (féminin singulier), le (masculin singulier), les (féminin et masculin pluriels), les articles indéfinis, des (féminin et masculin pluriels), un (masculin singulier) et une (féminin singulier) ;
- des pronoms personnels en breton : par exemple, les pronoms personnels indépendants, eñ(v) (masculin singulier), hi (féminin singulier), i(nt) (féminin et masculin pluriels), les pronoms personnels compléments d’objet direct et déterminants possessifs, e (masculin singulier), he(c'h) (féminin singulier), o (féminin et masculin pluriels).

## Genre générique
Dans certaines langues, un des genres grammaticaux sert à désigner un groupe de personnes de genre mixte ou une ou des personnes dont le genre n’est pas connu ou n’est pas pertinent. Certains linguistes parlent alors de genre grammatical « non marqué ». Différentes classes grammaticales (pronoms, noms, déterminants, adjectifs, verbes) peuvent être affectées par ce trait grammatical.

### Masculin générique

#### Distribution
De nombreuses langues indo-européennes, par exemple le français, l’allemand, l’anglais, l’espagnol, le portugais, le suédois ou le norvégien, utilisent le genre grammatical masculin comme genre générique. Dans la langue arabe et hébraïque, deux langues sémitiques, on retrouve également du masculin générique. Pour donner un exemple du français, le pronom masculin pluriel de la troisième personne (ils) peut désigner soit un groupe d’hommes, soit un groupe mixte ou non spécifique quant au genre. Par ailleurs, les adjectifs en français sont accordés au masculin lorsqu’ils qualifient un groupe de genre mixte. Par effet de miroir, le pronom féminin pluriel de la troisième personne (elles) désigne uniquement un groupe de femmes.

#### Critiques et stratégies de remédiation
De nombreux linguistes et féministes ont rendu attentifs aux problèmes que représente l’utilisation du masculin générique. Des études psycholinguistiques ont, par exemple, montré que le masculin générique, même s’il se réfère autant à des femmes qu’à des hommes en théorie, est davantage interprété comme du masculin. Un langage épicène a donc été élaboré dans de nombreuses langues dans le but de remédier à ce problème. Dans certaines langues, un nouveau pronom personnel a même été créé. C’est, par exemple, le cas du suédois où le pronom masculin han ‘il’ sert traditionnellement de générique. Le pronom hen, qui est grammaticalement neutre, y a alors été créé. Dans le norvégien, depuis les années quatre-vingt, les pronoms féminins ho ou hun 'elle' sont parfois utilisés en tant que générique, à la place du masculin générique han pour désigner une personne dont le genre n'est pas connu ou n'est pas pertinent. Il s'agit donc d'utiliser du féminin générique à la place du masculin générique. En anglais, le pronom he est traditionnellement utilisé pour désigner une personne de manière non spécifique. Cependant, aujourd’hui le pronom de la troisième personne du pluriel, they, neutre quant au genre, est communément utilisé, à la place du he, comme pronom générique singulier. Dans le cas du norvégien et de l'anglais, il ne s'agit pas d'une création lexicale, mais d'un changement sémantique quant à la signification des pronoms they, ho et hun.

### Féminin générique

#### Distribution
Dans certaines langues, c’est le genre grammatical féminin qui permet de désigner un groupe de personnes de genre mixte ou des personnes dont le genre n’est pas connu ou n’est pas pertinent. Plusieurs langues parlées sur le continent australien utilisent par exemple du féminin générique. Parmi ces langues figurent les langues pama-nyungan, par exemple le kala lagaw ya, le wangkumara, le wagaya, mais aussi des langues non pama-nyungans, par exemple le murrinh-patha, le gaagudju, ngandi. De plus, dans la famille des langues iroquoiennes, il y a également des langues avec du féminin générique, par exemple dans le seneca. On constate, par ailleurs, un changement linguistique dans le dialecte arakul de la langue caucasienne lak vers la fin du 20e siècle. Le féminin y est devenu le genre générique, probablement en raison de changements sociétaux positifs envers les femmes. On peut également citer la langue jarawara parmi les langues avec un féminin générique.

#### Lien entre les structures linguistiques et les structures sociales
Les femmes dans les sociétés iroquoiennes semblent avoir un statut social plutôt élevé. Cela indiquerait que les femmes ont un meilleur statut social dans les sociétés qui parlent une langue avec un féminin générique que dans les sociétés qui parlent une langue avec un masculin générique. Cependant, les sociétés qui parlent une langue avec un féminin générique ne sont pas automatiquement moins patriarcales. En effet, dans la société jarawara dont la langue, le madí (en), comporte le féminin générique, les hommes y occupent une position fortement dominante.
L'utilisation du féminin générique a pu être mise en avant comme un moyen de lutter en faveur de l'égalité des sexes. Par exemple, en 2018, l’Assemblée de l’Université de Neuchâtel a adopté le féminin générique : tous les postes et fonctions y sont désignées au féminin, depuis les étudiantes jusqu'à la rectrice, indépendamment du genre de la personne occupant ces fonctions. Cette décision, à l'initiative d'un professeur de droit, répond avant tout à un objectif pédagogique, pour faire prendre conscience de l'effet que provoque sur les femmes l'utilisation systématique du masculin dans certains milieux malgré l'obligation pour les administrations suisses d'utiliser un langage épicène ou encore l'utilisation du masculin générique pour désigner des groupes mixtes.

## Genre multiple
Dans certains cas les mots n’ont pas un genre unique, différents cas de figures se présentent impliquant ou non le nombre, la sémantique et la pragmatique.

### Usages coexistants
Parfois c’est l’usage qui hésite : le genre varie sans aucun impact sémantique général, mais aucun genre ne s’impose comme unique forme valable. En français c’est par exemple le cas pour après-midi, bretzel, enzyme, réglisse. Bien sûr cela n’empêche que des connotations propres au contexte d’énonciation peuvent influer. Et, évidemment, le genre grammatical retenu dans un énoncé donné est lui bien déterminé et continue d’opérer son influence syntaxique :
- la bretzel était délicieuse ;
- ce bretzel est enchanteur ;
- les bretzels sont succulentes ;
- les bretzels seraient savoureux ;

### Variation selon le nombre
Dans d’autres cas, le genre varie en fonction du nombre : duel, pluriel, singulier… En fonction des langues, cette variation peut être soit quasi-systématique, soit relever de cas exceptionnels. Ce phénomène de polarité est par exemple courant en arabe.
En français ce sont plutôt des cas exceptionnels, comme délice qui est généralement strictement féminin au pluriel et strictement masculin au singulier. Cependant après des expressions comme un de, un des, le plus grand des, etc., suivies du complément délices au pluriel, le masculin est conservé.
D’autres cas sont plus ambivalents encore : amour est souvent féminin au pluriel, mais parfois masculin ; il est le plus souvent masculin au singulier mais se trouve aussi au féminin. Les variations se constatent dans l'usage populaire qui se reflète dans divers textes (chansons, etc.), soit dans une langue littéraire assez recherchée (« amour, la vraie, la grande... » chez Jean Anouilh ; « la grande amour » chez Raymond Queneau ; « cette amour curieuse » chez Paul Valéry ; « une amour violente », enregistré par l'Académie française),. Le mot amour est clairement polysémique, c'est-à-dire qu’il fera l’objet de plusieurs définitions dans un dictionnaire, et l’emploi volontaire d’un genre rare pour le nombre peut participer à une mise en emphase d’un sens augmentatif. Cela étant, cette ambivalence du genre ne conduit pas pour ce type de cas à une dissociation homonymique : les dictionnaires fournissent généralement tous les sens de amour dans une unique entrée.
C’est également ce qui se produit pour orgue, masculin au singulier, tout comme au pluriel quand il désigne plusieurs instruments: « les orgues anciens de la région ». Il passe cependant au féminin lorsque le pluriel désigne de façon emphatique un seul instrument « les grandes orgues de la cathédrale »,.
Dans le cas du mot gens seul le pluriel est en usage et le genre n'est pas fixé lexicalement, mais les contraintes syntaxiques ne permettent pas non plus un choix aussi arbitraire que pour un mot comme bretzel. La déclinaison de l'adjectif dépend en effet de sa position par rapport au nom : « les vieilles gens », « les gens vieux ».

### Variation sémantique
Certains mots sont féminins ou masculins en fonction du sens : enseigne, espace, manœuvre, mémoire, manche, œuvre, poste, etc. Ainsi, un espace désigne une étendue dimensionnelle en général, mais une espace désigne spécifiquement un blanc typographique séparant deux mots. Dans ce cas il ne s’agit plus d’une simple variation libre du genre où l’éventuelle polysémie est toujours lexicalement unitaire : les dictionnaires traitent généralement ces mots dans des entrées séparées. La distinction typologique entre un cas comme amour et espace et le traitement différencié qu’en font les lexicographes relève d’un contraste ténu, voir arbitraire, dans un spectre linguistique fluctuant.

### Variation référentielle
Certains mots adoptent le genre grammatical associé au sexe biologique ou sociologique du référent[Quoi ?]. En français c’est notamment le cas des noms épicènes désignant une personne humaine : camarade, collègue, partenaire. Cependant certains termes de ce type conservent le genre grammatical quel que soit le référent : un individu, sa majesté, une personne.

### Variation pragmatique
Certains mots peuvent être utilisés avec l'autre genre dans des syntagmes figés, des locutions anciennes, ou des expressions régionales : minuit, Noël , etc.

## Langues sans genre
De nombreuses langues non indo-européennes, comme le basque, le finnois, l'estonien, le hongrois, le turc, le malais ou l'indonésien ne connaissent pas la catégorie du genre, bien que des oppositions puissent être marquées par les pronoms. Certaines langues indo-européennes ignorent, dans leur état présent, la notion de genre grammatical : arménien, persan (et dari, tadjik, kurde sorani), mais aussi bengali et afrikaans.
Le chinois classique n'a pas de genre. Le chinois moderne l'a introduit pour les pronoms personnels des deuxième et troisième personnes du singulier au début du XXe siècle, par imitation de l'anglais. Le genre n'apparaît qu'à l'écrit, les caractères employés restant strictement homophones. Ainsi, la deuxième personne du singulier distingue 你 nǐ (au masculin) de 妳 nǐ (au féminin). Les textes chrétiens peuvent employer nǐ 袮 rendant le thou biblique anglais pour s'adresser à Dieu. La troisième personne du singulier est encore plus complexe : tā 他 (masculin), tā 她 (féminin), rarement tā 牠 (pour les animaux) tā 它 (pour les inanimés) et tā 祂 pour Dieu.
Certaines langues construites, comme le lojban, le kotava ou le pandunia, ne marquent pas non plus le genre[réf. nécessaire].
En espéranto la situation est plus nuancée. Dans son usage classique trois pronoms personnels singuliers permettent de rendre les genres féminin, masculin et neutre, respectivement ŝi, li et ĝi. Côté pluriel cependant, seul ili est prévu par le Fundamento de Esperanto. Du côté des substantifs, les mots ne sont pas genrés de manière générale. Ainsi homo (humain), peut s’employer avec n’importe quel genre : ŝi estas homo kaj li estas homo, sed, ĉi tiu roboto, ĝi ne estas homo (elle est une humaine, il est un humain, mais, ce robot, il n’est pas humain). Cependant tous les radicaux ne sont pas exempts d’une sémantique genrée, et le genre de base doit donc être appris avec le sens du radical. Ainsi femalo (femelle) et masklo (mâle) ont une sémantique liée au genre féminin et masculin respectivement. Cela implique donc en cas d’usage d’un pronom référant à l’un ou l’autre de ces substantifs, de recourir à celui du genre correspondant. La plupart des radicaux ont une valeur de genre neutre, y compris pour les noms d’animaux. Au besoin, la distinction entre un être vivant femelle et mâle peut se faire en utilisant les affixes prévus à cet effet : suffixe -in- pour le sexe féminin, préfixe vir- pour le sexe masculin. Ainsi ŝafo (mouton, sans précision de sexe), donne respectivement ŝafino (brebis) et virŝafo (bélier). Le même mécanisme est employé pour fournir les termes des rejetons d’une espèce sexuée via le suffixe -id-, qui donne donc ŝafido (agneau), et peut se combiner aux autres affixes : ŝafidino (agnelle), virŝafido (agneau, le français amalgamant ici terme générique et terme avec trait mâle). L’espéranto à de plus connu des propositions ultérieures sur le plan du genre, qui comptent notamment l’iĉisme et le riisme. Le premier ajoute le suffixe -iĉ- comme synonyme du préfixe vir-. Ainsi sous cette proposition ŝafiĉo et virŝafo sont strictement synonymes. La seconde introduit ri comme nouvelle préposition désignant une personne sans tenir compte de son genre, ce qui le distingue donc du neutre ĝi, alors plutôt destiné à des entités non sexuées. Il convient de préciser pour compléter que, bien qu'il s’agisse d’une minorité de termes, certains vocables sont critiqués comme introduisant un genrage sexiste du radical, comme le radical patr/ formant patro, patrino et gepatro, pour respectivemet père, mère et parent ; jugé impropre à la promotion de l’égalité entre les personnes indifféremment de leur sexe.

## Nombre de genres

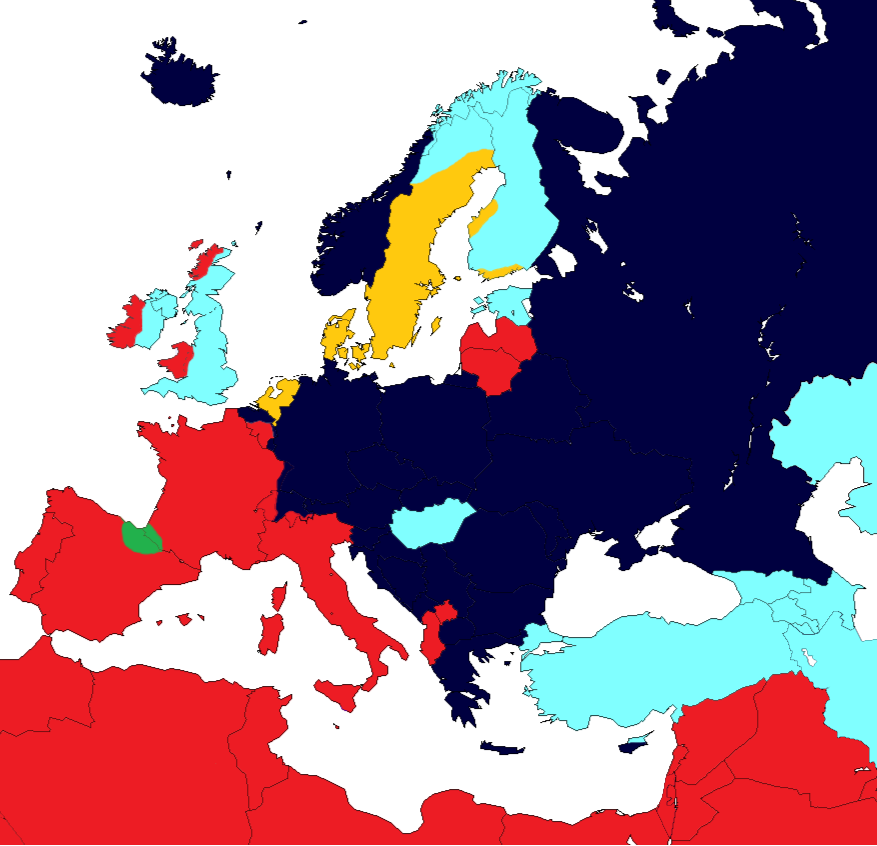
Genres grammaticaux dans les langues européennes :
masculin/féminin
masculin/féminin/neutre
commun/neutre
animé/inanimé
pas de genre

Genre masculin (vert) ou féminin (mauve) de chaque pays dans la langue française. Les noms de pays terminés par la voyelle « E » sont féminins, à l'exception du Cambodge, du Mexique, du Mozambique du Zimbabwe et du Suriname.

Certaines langues sont à quatre genres : le masculin ; le féminin ; le neutre, genre ni masculin ni féminin ; et le commun, genre « utilisé pour le masculin et féminin ensemble ».
D'autres, comme le russe, le grec moderne, l'allemand ou le slovène, sont à trois genres : le masculin, le féminin et le neutre.
Le protoroman avait trois genres, comme le latin ; mais toutes les langues romanes, sauf le roumain, et l'Astur-léonais, n'en ont que deux : elles ont assimilé le neutre avec le masculin, même au pluriel. Certaines langues romanes connaissent quelques substantifs qui ont un genre au singulier et un autre au pluriel : le plus souvent, il s'agit de substantifs masculins au singulier mais féminins au pluriel, comme l'italien braccio (« bras ») dont le pluriel est braccia. En roumain, ces substantifs sont relativement nombreux et sont considérés comme d'un troisième genre souvent appelé ambigène.
En anglais, langue à deux genres, le genre tend à disparaître du lexique : le masculin et le féminin ne concernent que le pronom personnel singulier de la troisième personne et les possessifs.
D'anciennes langues indo-européennes telles que le latin ou le grec ancien laissent comprendre qu'en indo-européen commun, l'opposition de genre concernait surtout une opposition du type animé (ce qui vit) à inanimé (ce qui ne vit pas) : en effet, dans de nombreux cas, le masculin et le féminin sont identiques et s'opposent ensemble au neutre. C'est d'ailleurs la seule opposition en hittite.
Des langues africaines, enfin, comportent un nombre beaucoup plus important de classes sémantiques pouvant être considérées comme des sortes de genres. Elles sont le plus souvent indiquées par les préfixes de classe.

### Animéité
L’animéité opère une dichotomie entre animé et inanimé, faisant notamment référence au caractère sensible ou vivant du référent. La littérature préfère parfois aussi le distinguo personnel et non-personnel. Il se retrouve dans des langues modernes comme le danois, le suédois, ou le norvégien. On parlera alors d'une opposition entre le genus commune (masculin/féminin) et le genus neutrum.
Le français contemporain maintient cette opposition dans certains cas, comme pour les pronoms ceci, cela, ça, en et y qui ne servent qu'aux inanimés, ou le distinguo entre les pronoms relatifs qui et quoi. Ainsi l’encyclopédie me plaît donne par substitution pronominale elle me plaît, tandis que la lecture de cet article me plaît donne ça me plaît. De même je parle de Sandister Tei donne je parle d’elle tandis que « je parle de ma passion pour les projets wikimédiens » donne j'en parle. Ou encore, je pense à contribuer au mouvement wikimédien qui produit j'y pense. Aussi je ne sais qui fera clairement référence à un individu animé, tandis que je ne sais quoi présume un objet inanimé.
La substitution du référé à un animé par un référant inanimé peut s’opérer sans offense dans un registre courant, notamment en cas de thématisation par dislocation. Ainsi j'en parle souvent, de lui reste relativement convenable, tout comme devine de quoi parle cet article : d’Emna Mizouni !
Le slovène connaît aussi la distinction entre l'animé et l'inanimé mais exclusivement dans le cadre du masculin. On pourrait alors parler de quatre genres pour cette langue : féminin, masculin animé, masculin inanimé et neutre. Le polonais possède cinq genres : féminin, masculin animé impersonnel, masculin animé personnel, masculin inanimé et neutre. La distinction entre eux se manifeste aussi bien morphologiquement que syntaxiquement. Pour ces deux langues slaves, plusieurs cas marquent une désinence différente et les adjectifs s'accordent avec les substantifs selon que l'objet est animé (personnel) ou inanimé (impersonnel) :
|           | masculin                            | masculin                            | masculin           | traduction                                                         |
| animé     | animé                               | inanimé                             |                    | traduction                                                         |
| personnel | impersonnel                         | inanimé                             |                    | traduction                                                         |
| polonais  | To jest dobry nauczyciel.           | To jest dobry pies.                 | To jest dobry ser. | C'est un bon professeur /un bon chien/du bon fromage.              |
| polonais  | Widzę dobrego nauczyciela.          | Widzę dobrego psa.                  | Widzę dobry ser.   | Je vois un bon professeur /un bon chien/du bon fromage.            |
| polonais  | Widzę dobrych nauczycieli.          | Widzę dobre psy.                    | Widzę dobre sery.  | Je vois des bons professeurs /des bons chiens / des bons fromages. |
| slovène   | To je dober učitelj/dober pes.      | To je dober učitelj/dober pes.      | To je dober sir.   | C'est un bon professeur /un bon chien/du bon fromage.              |
| slovène   | Vidim dobrega učitelja/dobrega psa. | Vidim dobrega učitelja/dobrega psa. | Vidim dober sir.   | Je vois un bon professeur /un bon chien / du bon fromage.          |

En polonais, les masculins impersonnel animé et personnel sont confondus au singulier, et les masculins impersonnel animé et inanimé sont confondus au pluriel.
Plus éloignée, une langue comme le nahuatl n'oppose aussi que les animés aux inanimés ; fait notable, seuls les animés y varient en nombre. Les langues algonquiennes, dont le cri, possèdent des genres animé et inanimé, qui démontrent cependant la même distribution arbitraire que le genre en français ; par exemple, les substantifs, généralement des mots cris comme mi:nis (« petit fruit ») est inanimé, mais le mot ospwa:kan (« pipe ») est animé.
En algonquin, le genre animé concerne toutes les vies animales ou ce qui a de l'importance aux yeux des Algonquins. Quelques exemples : des arbres, un arc, les astres, un aviron, certains fruits, la glace, un homme, la neige, un orignal, les peaux, les pipes, le tonnerre. Quant au genre inanimé, il concerne tout ce qui n'a pas de vie et peu d'importance aux yeux des Algonquins. Quelques exemples : un avion, un canon, un château.

## Genre grammatical et sexe biologique
Comme précédemment stipulé, même quand il emploie un vocable qui le suggère, le genre n'est pas strictement lié au sexe. Dans les langues qui possèdent un genre grammatical, celui-ci ne recoupe l'opposition de sens « mâle-femelle » que partiellement, même lorsqu’il s'agit d'être animés sexués, humains ou non,.
Ainsi en grec moderne et en espagnol, les animaux sont parfois cités par leur genre sexué féminin : mia gata/μια γάτα, un chat ; la zorra, le renard... En français, pour de nombreux animaux, un nom masculin peut désigner une femelle : guépard, mammouth, colibri, boa, saumon… Ou inversement un nom féminin peut désigner un mâle : panthère, baleine, cigogne, vipère, truite…

### Langue et groupes humains
Selon Claude Hagège, les langues naturelles disposent de marqueurs pour rendre compte de la « bipartition naturelle des sexes et [de] la différence des générations ». Hagège appelle ces « marques linguistiques » des « indices biolectaux ». Sur la discrimination des femmes par rapport aux hommes, il donne entre autres comme exemples les voyelles (en russe et dans les dialectes arabes), des « faits d'élision en discours rapide », des « courbes intonatives », des diminutifs dans le lexique... Les femmes étant le plus souvent dominées, elles sont « contraintes au conservatisme », tout en « s'affirmant là où elles le peuvent, facteurs essentiels de changements linguistiques qu'elles transmettent ».

## Genre grammatical, stéréotypes sociaux et inégalités
Lorsque le genre grammatical de substantifs désignant des rôles sociaux est calqué sur le sexe, la langue peut connoter des inégalités entre féminin et masculin, renvoyant à une répartition inégalitaire des rôles selon les sexes dans une société. Une des problématiques majeures, quant à cela, est l'utilisation du masculin générique dans beaucoup de langues européennes par exemple. En effet, des études psycholinguistiques ont montré que les masculins génériques, même s’ils se réfèrent autant à des femmes qu’à des hommes en théorie, sont davantage interprétés comme du masculin. Cela peut avoir des conséquences comme l'occultation du rôle joué par les femmes sur la scène publique ou des résistances psychologiques à la candidature à des postes offerts au masculin par exemple.
Dans différentes langues, diverses stratégies ont été mises en place dans le but de remédier à cette inégalité. Parmi celles-ci, il y a le langage épicène. Dans certaines langues, un nouveau pronom personnel a même été créé. C’est le cas du suédois où le pronom hen, grammaticalement neutre, y a été élaboré pour désigner une personne dont le genre n'est pas connu ou n'est pas pertinent, à la place de l'utilisation du pronom masculin han ‘il’.        
De plus, dans certains pays anglophones comme l’Australie et les États-Unis, certains textes emploient le féminin pour désigner une personne dont le genre est indéterminé dans le contexte d’énonciation de façon à contrecarrer les stéréotypes phallocratiques. Ces textes utilisent donc le féminin générique à la place du masculin générique : 
When you find value assumptions, you know pretty well what a writer or speaker wants the world to be like – what goals she' thinks are most important ; but you do not know what she takes for granted (…)
Have you ever had a client who just wanted to be happy? And that's all she wanted from therapy?
C’est également le cas dans les écrits de certains pays francophones et germanophones comme l’Allemagne et la France qui emploient un féminin générique pour favoriser l'imaginaire social qui en découle,,,,.

#### Ouvrages
- Jean Szlamowicz, Le sexe et la langue : Petite grammaire du genre en français, où l'on étudie écriture inclusive, féminisation et autres stratégies militantes de la... suivi de Archéologie et étymologie du genre, Paris, Editions Intervalles, 2018, 184 p.  (ISBN 978-2-36956-071-5).

- [Kilarski 2013] (en) Marcin Kilarski, Nominal classification : a history of its study from the classical period to the present, Amsterdam et Philadelphie, John Benjamins publishing, coll. « Amsterdam studies in the theory and history of linguistic science / III. Studies in the history of the language sciences » (no 121), décembre 2013, 1 vol., XIV-405, 25 cm (ISBN 978-90-272-4612-7, 90-272-4612-2 et 90-272-7090-2, OCLC 873635861, BNF 45040186, DOI 10.1075/sihols.121, SUDOC 176975128, présentation en ligne, lire en ligne).
- [Schärer 2008] Franziska Schärer, Père, mère, roi et sorcière : la représentation des deux sexes et de la catégorie du genre dans les manuels scolaires de la Suisse alémanique et de la Suisse romande, Berne, Peter Lang, coll. « Publications universitaires européennes / XXI / Linguistique » (no 327), mai 2008, 1re éd., 1 vol., XI-259, 21 cm (ISBN 978-3-03911-665-2 et 3-03911-665-7, OCLC 470767867, BNF 41310563, SUDOC 128276207, présentation en ligne, lire en ligne), p. 39 (lire en ligne).

#### Chapitres
- [Hagège 2001] Claude Hagège, « Personne, société et langue », dans Claude Hagège, Les structures des langues, Paris, PUF, coll. « Que sais-je? », 2001 (lire en ligne), p. 95-123.
- [Buchi et Greub 2016] Éva Buchi et Yann Greub, chap. 1.4 « Problèmes théoriques (et pratiques) posés par la reconstruction du genre neutre en protoroman », dans Éva Buchi et Wolfgang Schweickard (dir.), Dictionnaire étymologique roman (DÉRom), t. 2 : Pratique lexicographique et réflexions théoriques, Berlin et Boston, Walter de Gruyter, coll. « Beihefte zur Zeitschrift für romanische Philologie » (no 402), novembre 2016, 1 vol., XIV-617, 24 cm (ISBN 978-3-11-045026-2, OCLC 967755258, BNF 45167914, SUDOC 197287573, lire en ligne) (lire en ligne [fac-similé]).
- [Burr 2012] Elisabeth Burr, « Planification linguistique et féminisation », dans Fabienne H. Baider et Daniel Elmiger (éd.), avec la collaboration de Julie Abbou, Intersexion : langues romanes, langue et genre (ouvrage en partie issu d'un colloque international sur les langues romanes tenu à l'université de Chypre les 19 et 20 novembre 2010), Munich, LINCOM Europa, coll. « LINCOM studies in sociolinguistics » (no 12), juin 2012, 1re éd., 1 vol., 186, 25 cm (ISBN 3-86288-320-5 et 978-3-86288-320-2, OCLC 819283954, BNF 42716791, SUDOC 163812500), p. 29-39 (lire en ligne [PDF]), § 2 (« Réflexion sur le genre et vision du monde »), § 2.1 (« Entre motivé et arbitraire »).
- [Forer 1986] (de) Rosa Barbara Forer, « Genus und Sexus. Über philosophische und sprachwissenschaftliche Erklärungsversuche zum Zusammenhang von grammatischem und natürlichem Geschlecht », dans Sylvia Wallinger et Monika Jonas (éd), Der Widerspenstigen Zähmung. Studien zur bezwungenen Weiblichkeit in der Literatur vom Mittelalter bis zur Gegenwart, Innsbruck, Institut für Germanistik der Universität Innsbruck, coll. « Innsbrucker Beiträge zur Kulturwissenschaft » (no 31), avril 1986, 1re éd., 1 vol., 389, 24 cm (ISBN 3-85124115-0 et 978-3-85124115-0, OCLC 16840893, SUDOC 020462794), p. 21-41.

#### Articles
- [Arrivé 1997] Michel Arrivé, « Coup d'œil sur les conceptions du genre grammatical », Comptes rendus de l'Académie des inscriptions et belles-lettres, vol. 141e année, no 1,‎ mars 1997, séance du 24 janvier 1997, art. 2, p. 81-96 (DOI 10.3406/crai.1997.15705, lire en ligne [fac-similé], consulté le 6 février 2017).
- [Graur 1928] Alexandru Graur, « Les substantifs neutres en roumain », Romania, vol. 54, no 214 (2/1928),‎ avril 1928, p. 249-260 (DOI 10.3406/roma.1928.4347, lire en ligne [fac-similé], consulté le 5 février 2017).
- [Jeanmaire 2010] Guillaume Jeanmaire, « Vox populi vox Dei ? : l'identification du genre grammatical en français », Langue française, vol. 42e année, no 168 (4/2010) : « Le(s) français : formaliser la variation »,‎ décembre 2010, p. 71-86 (DOI 10.3917/lf.168.0071, résumé, lire en ligne [html], consulté le 5 février 2017).
- [Lallot 1985] Jean Lallot, « Denys le Thrace : Technē Grammatikē. Introduction, traduction, notes », Archives et documents de la Société d'histoire et d'épistémologie des sciences du langage, vol. 1re série, 4e année, no 6 (1/1985),‎ 1985, p. 1-104 (DOI 10.3406/hel.1985.3343, lire en ligne [fac-similé], consulté le 6 février 2017).
- [Lescourret 2010] Marie-Anne Lescourret, « Comme son nom l'indique... », Cités, no 44 (4/2010) : « Genre et sexe : nouvelles frontières ? »,‎ décembre 2010, p. 45-59 (DOI 10.3917/cite.044.0045, lire en ligne [html], consulté le 5 février 2017).
- [Timoc-Bardy 1999] Romana Timoc-Bardy, « Pluralité et catégorisation : les substantifs ambigènes du roumain », Faits de langues, vol. 7e année, no 14 (2/1999) : « La catégorisation dans les langues »,‎ octobre 1999, p. 207-215 (DOI 10.3406/flang.1999.1284, lire en ligne [fac-similé], consulté le 5 février 2017).
- [Violi 1987] Patrizia Violi, « Les origines du genre grammatical », Langages, vol. 21e année, no 85 (1/1987) : « Le sexe linguistique »,‎ mars 1987, p. 15-34 (DOI 10.3406/lgge.1987.1526, lire en ligne [fac-similé], consulté le 5 février 2017).